# كابيزويلا ديل فالي
بلدية كابيزويلا ديل فالي (بالإسبانية: Cabezuela del Valle)‏، هي بلدية تقع في مقاطعة قصرش والتي تقع في منطقة إكستريمادورا، غرب إسبانيا.
يبلغ عدد سكانها 2.310 نسمة وفقاً لإحصائية سنة (2002).